# Протеинкиназа B
Семейство протеинкиназ B (PKB) человека включает в себя три внутриклеточных белка, кодируемых генами AKT1, AKT2, AKT3. PKB присоединяют к разнообразным цитозольным белкам остатки фосфорной кислоты, регулируя таким образом их активность. Белки семейства протеинкиназ В играют важную роль в регуляции клеточного цикла, апоптоза, метаболизма глюкозы, ангиогенезе.
Процесс идентификации протеинкиназ этого семейства протекал сложно, поэтому у молекул множество названий, а само семейство в разных источниках называется и AKT, и PKB, и PKB/AKT.

## Akt1
RAC-альфа серин/треониновая протеинкиназа (продукт гена akt1) участвует в путях, которые обеспечивают выживание клеток, путём ингибирования апоптоза. Также способна индуцировать биосинтез белка, таким образом косвенно участвует в гипертрофии скелетных мышц и общем росте тканей. Из-за блокирования апоптоза выступает причиной многих типов рака.

## Akt2
RAC-бета серин/треониновая протеинкиназа (продукт гена akt2) участвует в инсулиновом сигнальном пути, индуцирует транспорт глюкозы (активирует транслокацию глюкозного переносчика 4-го типа (ГЛЮТ-4, GLUT4) из цитоплазматических везикул в плазмалемму).

## Akt3
Функции RAC-гамма серин/треониновой протеинкиназы (продукт гена akt3) достоверно неизвестны; показано, что она стимулируется тромбоцитарным фактором роста (PDGF), инсулином и инсулиноподобным фактором роста 1 (IGF-1). У взрослых экспрессируется в основном в мозгу, лёгких и почках.